# ماهیچه چانه‌ای‌زبانی
ماهیچه چانه‌ای‌زبانی (انگلیسی: Genioglossus) کار جلو آوردن و پائین آوردن زبان را برعهده دارد. این ماهیچه، زبان را حین دم بالا می‌آورد و به عنوان گشادکننده حلق عمل می‌کند.
خاستگاه آن خار چانه‌ای بالایی، پیوندگاه آن، استخوان لامی (هیوئید) و رویه زیرین زبان و عصب‌گیری‌اش از عصب زیرزبانی است.

## نگارخانه

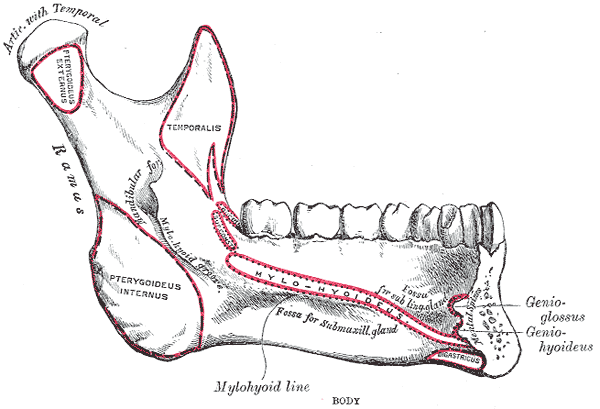
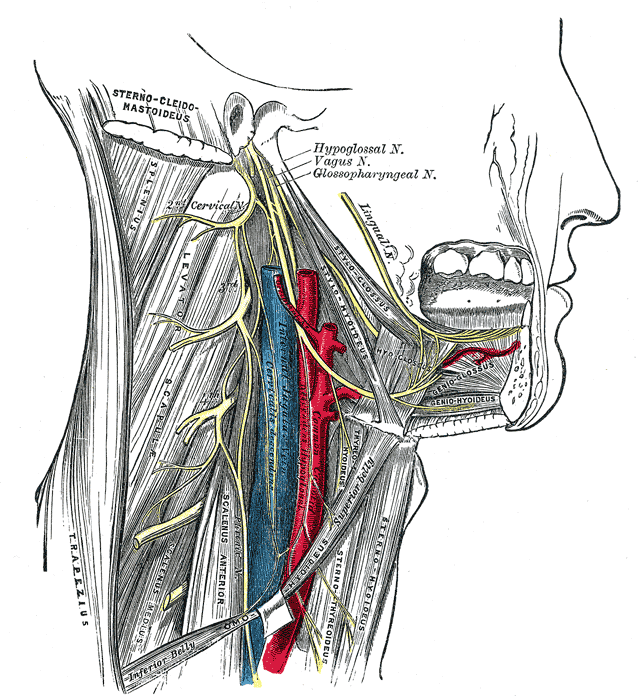